# زه بدي (تشكدان)
زه بدي (بالفارسية: زه بدی) هي قرية تقع في إيران في هرمزغان. يقدر عدد سكانها بـ 118 نسمة بحسب إحصاء 2016.